# Sunshine (película de 1999)
Sunshine es una película de 1999 dirigida por István Szabó y protagonizada por Ralph Fiennes y Rosemary Harris.

## Sinopsis
Recorrido por la historia política y social de Hungría a lo largo del siglo XX. Dividida en tres partes, la película está protagonizada por Ralph Fiennes, que interpreta a tres personajes de una misma familia pertenecientes a distintas épocas: un abogado judío de principios de siglo, un esgrimista olímpico cuya vida coincide con el nacimiento del fascismo, en 1930, y un activista político que asiste a la implantación del comunismo, en 1950.

## Elenco
- Ralph Fiennes como Ignatz Sonnenschein / Adam Sors / Ivan Sors.
- Rosemary Harris como Valerie Sors.
- Rachel Weisz como Greta.
- Jennifer Ehle Valerie Sonnenschein.
- Deborah Kara Unger como la mayor Carole Kovács.
- Molly Parker como Hannah Wippler.
- John Neville como Gustave Sors.
- Mark Strong como István Sors.
- James Frain como Gustave Sonnenschein.
- Miriam Margolyes como Rose Sonnenschein.
- Bill Paterson como Ministro de Justicia.
- Trevor Peacock como el general Kope.
- William Hurt como Andor Knorr.